# Hot Shots II
Albums de The Beta Band
The Beta Band
(1999) Heroes to Zeros
(2004)
Hot Shots II est un album studio, composé par le groupe musical écossais The Beta Band, sorti en 2001.
Le disque reçoit de bonnes critiques. Pitchfork classe Hot Shots II à la 118e place des 200 albums des années 2000. Il fait également partie du livre Les 1001 albums qu'il faut avoir écoutés dans sa vie de Robert Dimery. AllMusic, lui attribue une note de 4,5 étoiles sur cinq. 
Le disque est classé à la 13e place des meilleures ventes d'albums au Royaume-Uni lors de sa sortie. 

## Listes des pistes
Tous les titres sont crédités au nom du groupe, sauf mentions.
1. Squares (The Beta Band, David MacKay, Raymond Vincent) (3:46)
2. Al Sharp (3:34)
3. Human Being (The Beta Band, Carole King, Toni Stern) (4:31)
4. Gone (3:41)
5. Dragon (The Beta Band, Carlos Diernhammer) (4:56)
6. Broke (4:40)
7. Quiet (4:49)
8. Alleged (5:30)
9. Life (3:50)
10. Eclipse (6:35)
11. Won (The Beta Band, Harry Nilsson) (5:58)